# 18-й саміт G7

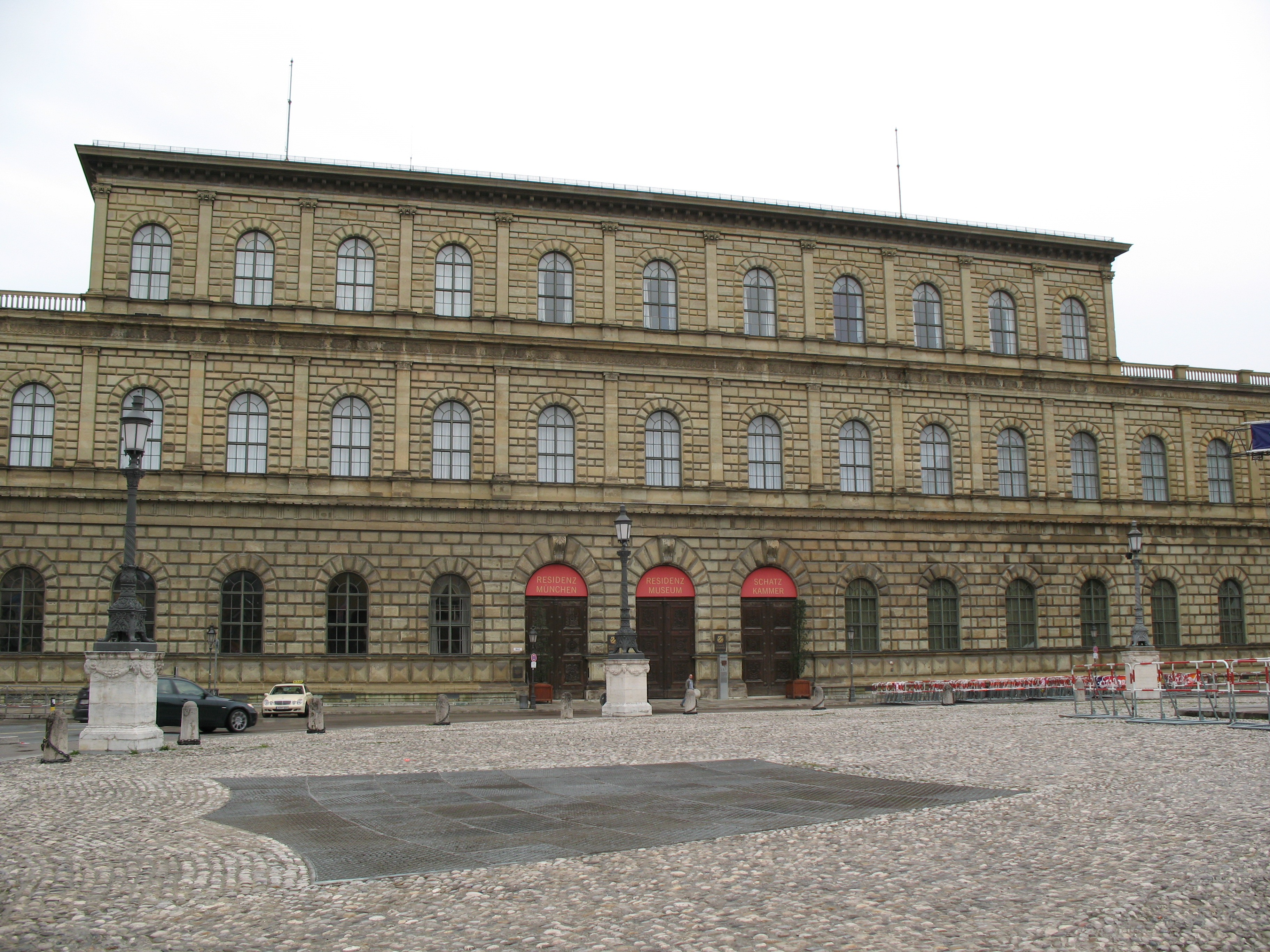

18-й саміт Великої сімки — зустріч на вищому рівні керівників держав Великої сімки, проходив 6-8 липня 1992 року в Мюнхені (ФРН).

## Учасники
| Core G7 members   |                   |                          |                 |
| Учасник           | Учасник           | Представляє              | Посада          |
| Канада            | Канада            | Браян Малруні            | Прем'єр-міністр |
| Франція           | Франція           | Франсуа Міттеран         | Президент       |
| Німеччина         | Німеччина         | Гельмут Коль             | Канцлер         |
| Італія            | Італія            | Джуліано Амато           | Прем'єр-міністр |
| Японія            | Японія            | Міядзава Кійті           | Прем'єр-міністр |
| Велика Британія   | Велика Британія   | Джон Мейджор             | Прем'єр-міністр |
| США               | США               | Джордж Герберт Вокер Буш | Президент       |
| Європейський Союз | Європейський Союз | Жак Делор                | Президент ЄС    |